# OC Futurum Hradec Králové
OC Futurum Hradec Králové je obchodní centrum (OC) nacházející se v Hradci Králové na severozápadě katastrálního území Nový Hradec Králové v městské části Malšovice. Bylo otevřeno 22. listopadu 2000.
Jedná se o jedno ze čtyř obchodních center Futurum v České republice – dalšími jsou OC Futurum Brno, OC Futurum Ostrava a OC Futurum Kolín.
Zhruba jednu třetinu rozlohy OC tvoří hypermarket, který dříve provozovala společnost Carrefour. Po jejím odchodu z ČR v roce 2006 převzala jeho provoz společnost Tesco.
Součástí OC je i multikino Cinestar, které bylo otevřeno 25. října 2001. Jednalo se tehdy o první otevřené multikino firmy Cinestar v ČR.
V letech 2011–2012 prošlo OC rozsáhlou rekonstrukcí a modernizací, celková zastavěná plocha byla navýšena z 24 tis. m2 na 35 tis. m2, zvýšil se i počet obchodů ze 70 na 110. V této podobě se jedná o největší obchodní centrum v Královéhradeckém kraji.

## Doprava
Dopravní dostupnost je velice dobrá, OC leží na dopravně exponované třídě Brněnská, která navazuje na silnici č. 35. Přímo u centra stojí zastávka MHD „Futurum“, kde staví trolejbusové a autobusové linky č. 1, 2, 4 a 21. Nedaleko leží též zastávky „Moravské Předměstí I“ 1, 2, 4, 18, 21, 27; „Masarykova“ 9, 18, 25, 27 a „Mrštíkova“ 9, 25.